# Радушне
Раду́шне — селище Криворізького району Дніпропетровської області. Центр Радушненської селищної ради. Початок заселення відбувався ще в середині XIX століття. Офіційно селище засноване в 1930 році. Має статус селища з 2024 року. Населення за переписом 2001 року становило 3366 осіб. Густота 748 осіб/км². Площа селища 4,5 км². Селище газифіковане, телефонізоване.

## Розташування

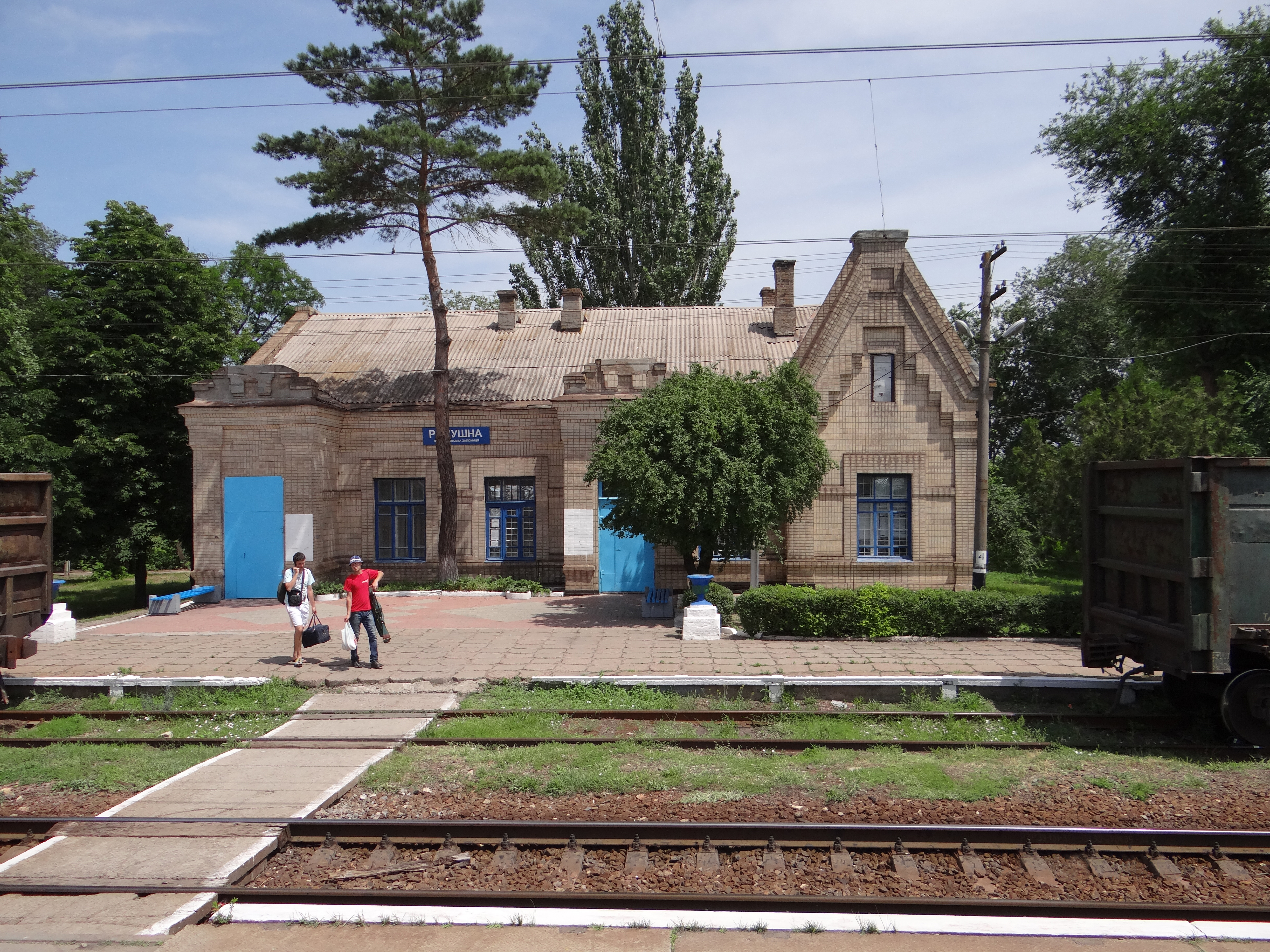
Залізнична станція Радушна

Селище Радушне розташоване на південному заході області. Межує із південно-східними околицями Кривого Рогу. Входить до складу Криворізького району. Знаходиться за 1.5 км з правого берегу Південного водосховища. Через Радушне проходить автошлях Н23 та Придніпровська залізниця, станція Радушна. Найближчі міста та селища: Кривий Ріг (Північний Захід), Миролюбівка, Гречані Поди (Південь), Новий Шлях, Веселе, Нова Зоря (Північний Схід), Нива Трудова, Апостолове (Схід).

## Назва
Селище названо в честь станції «Радушна». Офіційна назва селища — Радушне, однак більшість мешканців називають селище — Радушна.

## Населення

### Мова
Розподіл населення за рідною мовою за даними перепису 2001 року:
| Мова            | Кількість | Відсоток |
| --------------- | --------- | -------- |
| українська      | 3106      | 92.28%   |
| російська       | 236       | 7.01%    |
| білоруська      | 10        | 0.30%    |
| румунська       | 3         | 0.09%    |
| вірменська      | 2         | 0.06%    |
| болгарська      | 1         | 0.03%    |
| інші/не вказали | 8         | 0.23%    |
| Усього          | 3366      | 100%     |

## Історія
Заселення селища пов'язане із залізничною станцією. Згідно переказів старожилів станцію збудовано десь в 1878 році. Належало поселення поміщику на прізвище Радушний. Так з'явилася станція, а пізніше — саме селище Радушне. Офіційно ж селище засноване в 1930 році.
В 1958 році селищу Радушне надано статус селища міського типу. З 1966 по 1977 роки, велось активне заселення сімей в нові квартири.
1958 р. — відкриває двері середня школа, першим директором був Соловйов Федір Іванович, 1959 р.- Радушненська амбулаторія, головний лікар — Ніколенко Алла Тимофіївна, будинок культури, бібліотека. Будуються дошкільні заклади «Ромашка», «Івушка», «Рябінка».
З 1965 р. в селищі Радушне у будівлі Будинку культури розміщується селищна рада. Її перший голова — Близнюк Максим Сазонович. Саме при ньому почалося будівництво центральних водопроводів.
З лютого 1972 року по березень 1996 року у селищній раді працює Сільгета Наталія Павлівна. У період її роботи почалися роботи по газифікації селища, відкрито нове приміщення амбулаторії, обладнано медкабінети та кімнати денного стаціонару. У 2005 році 75 років відмітили радушненці з дня заснування підприємства «Кривбаспромводопостачання». На базі колишнього КСП «Радушний» тепер організоване ТОВзІІ «Агросвіт».
На території селища діють дві церкви, одна з них парафії ПЦУ Храм Різдва Пресвятої Богородиці знаходиться на вул. Центральній, 12-А, та є Дім Молитви. Ансамбль народної пісні «Радушаночка» виборював перші місця на районних фестивалях, нагороджувався грамотами обласної, районної рад.

## Постаті
- Іванов Анатолій Анатолійович (1976—2014) — сержант Збройних сил України, учасник російсько-української війни.
- Марчук Євген Миколайович (1988—2015) — молодший сержант Збройних сил України, учасник російсько-української війни.

## Школа

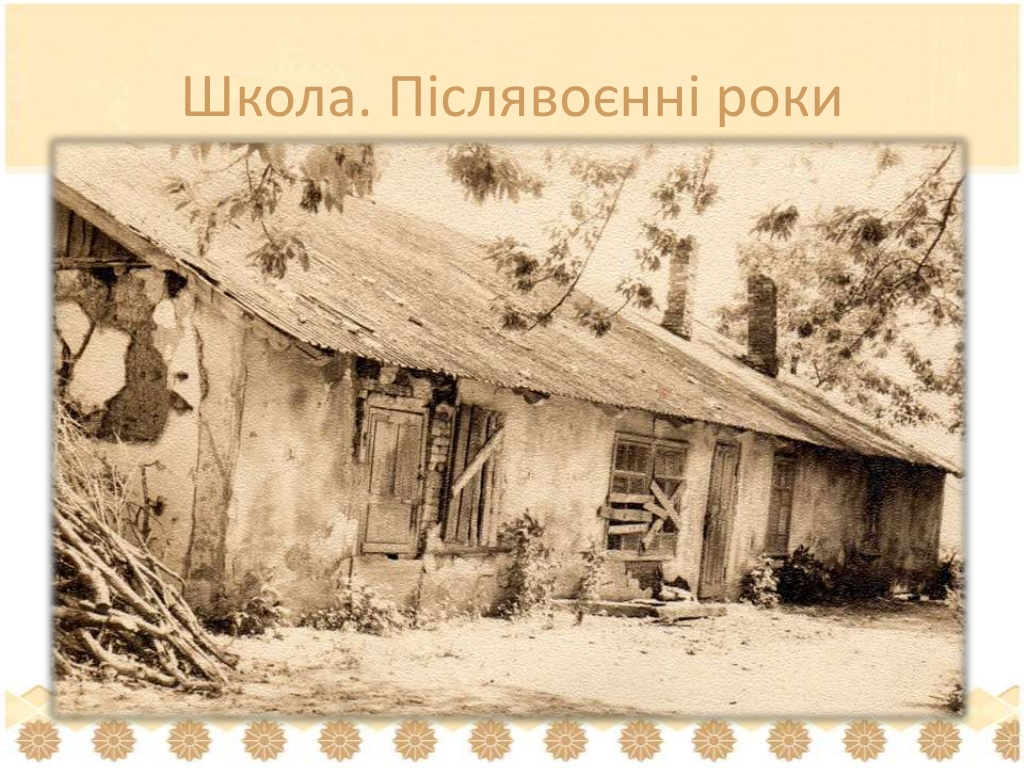
Радушанська школа у повоєні роки
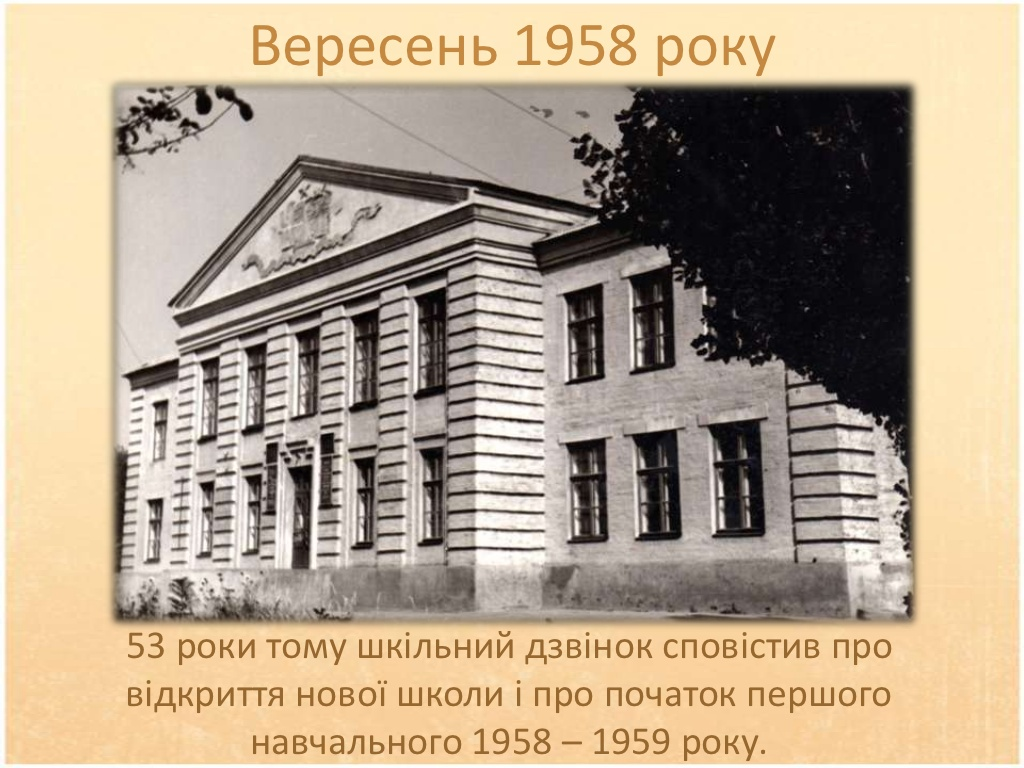
Відкриття нової школи
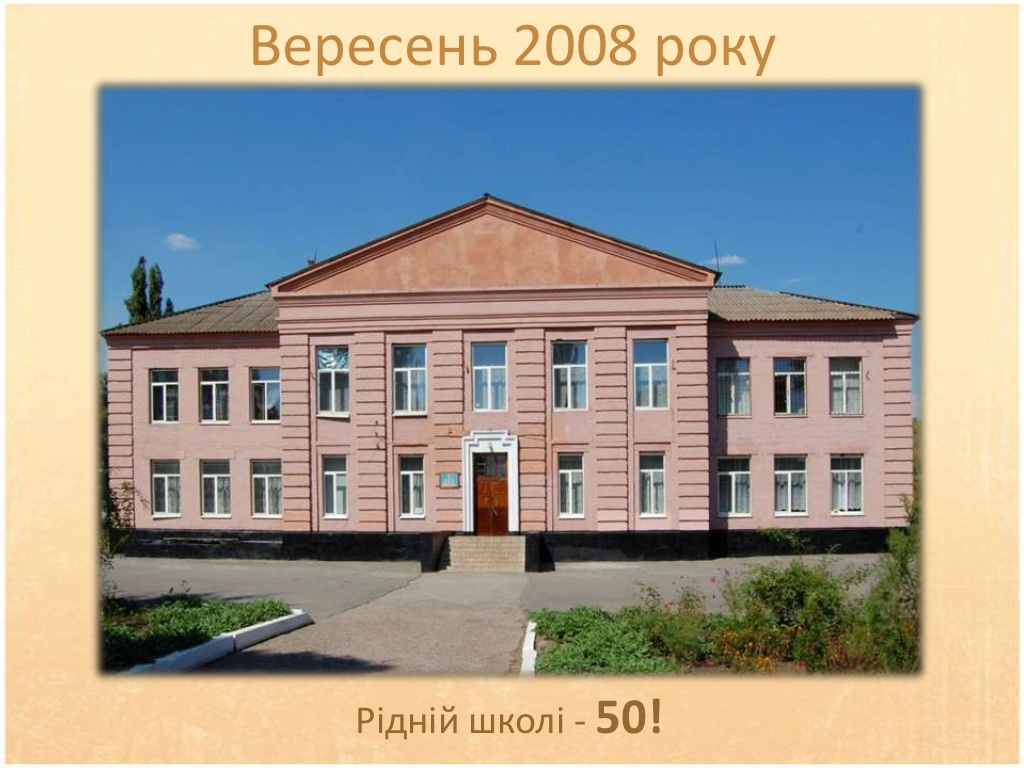
Радушанська ЗОШ сьогодення

## Неофіційна топоніміка
Мешканці селища вживають такі назви на позначення його частин:
- Південно-східний район — «Горіхова роща»;
- Північно-східний район — «Елеватор»;
- Північно-західний район — «Моноліт»;
- Південно-східний район — «Канал»
- Центр — «Перехрестя»;
- Найпівнічніші райони — «Корея».

## Вулиці
В селищі Радушне перейменували вул. Гайдара — Григорія Гайдара, вул. Дзержинського — Іванова, вул. Жовтнева — Карпенка, вул. Калініна — Вишнева, вул. Чапаєва — Марчука.
Список
- Барагаєва
- Квіткова
- Артеменка
- Антимонова
- Богдана Хмельницького
- Лікарняна
- Васильця
- Вишнева
- Весела
- Вокзальна
- Вільна
- Газовиків
- Григорія Гайдара
- Говорова
- Гожа
- Дубкова
- Залізнична
- Заводська
- Зелена
- Іванова
- Карпенка
- Клубна
- Криворізька
- Кривбасівська
- Лісна
- Марчука
- Матросова
- Медвицького
- Мєнделеєва
- Мічуріна
- Молодіжна
- Нікопольська
- Носкова
- Підстепна
- Попова
- Пушкіна
- Робітнича
- Садова
- Спічака
- Степова
- Будівельна
- Щаслива
- Транспортна
- Центральна
- Цика
- Шевченка
- Шкільна
- Південна
- 40 років Перемоги
- 8 Березня

## Сучасність
У Радушному працюють такі підприємства:
- Радушнянська філія ВАТ «Розівський елеватор»;
- завод «Буддеталь» ВАТ «Дніпроспецбуд»;
- Державне підприємство «Криворізьке лісове господарство»;
- сільськогосподарське підприємство — ТзОВ «Агросвіт».
- ПП «ЕДВАНС КР» (Митниця;
- Автобаза Криворізьке керівництво гідромеліорації № 12;
- Підприємницький участок «Кривбасснаб»;
- Підприємницький участок «Кривбаспромводопостачання»;
- Електро підстанція «Південна»;
- Газоперекачуюча стінція «Радушне»;

Селище Радушне повністю газифіковане і забезпечене водопостачанням.
В селищі є школа (Радушанська СЗШ), дитсадок (Ромашка), селищна бібліотека, медична амбулаторія, 2 церкви (Київського та Московського патрархату), Молитовний дім, заложене місце для храму..
На території селища, встановлено три братських могил воїнів.
Через Радушне проходить автошлях Н23 та Придніпровська залізниця.

## Спортивне життя
В селищі Радушне є два футбольних клуба: Ентузіаст та Радушне.

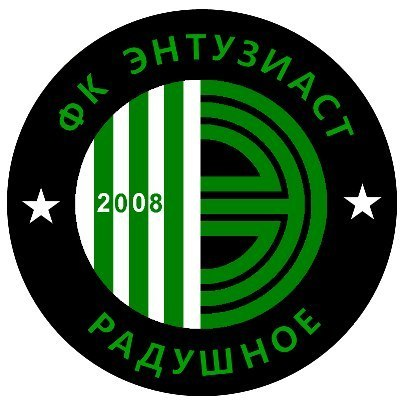
ФК Ентузіаст
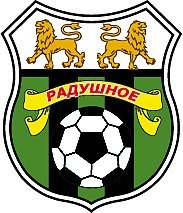
ФК Радушне

## Галерея

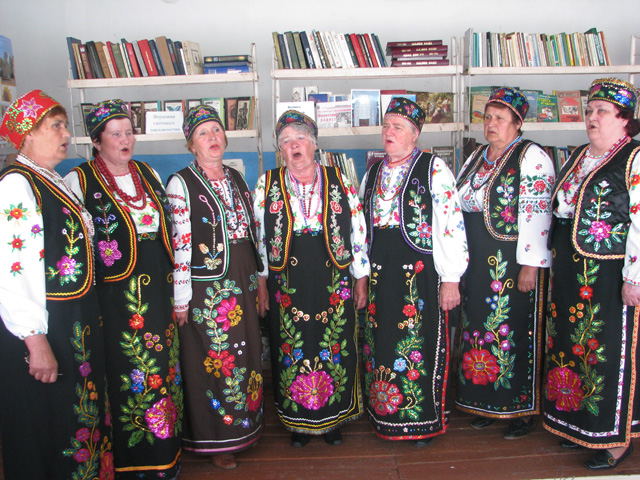
Фольклорний ансамбль "Радушаночки"
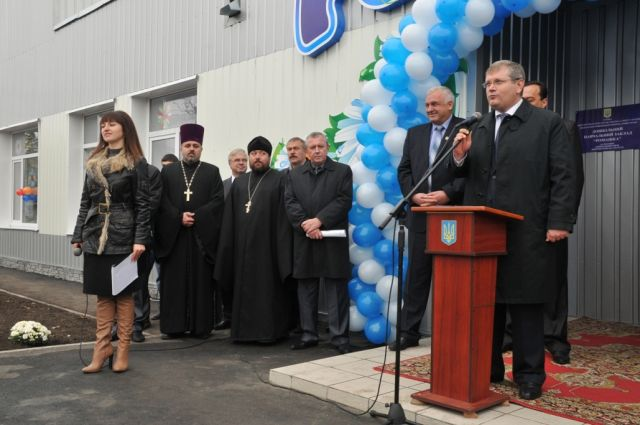
Відкриття дитячого садку, після реконструкції
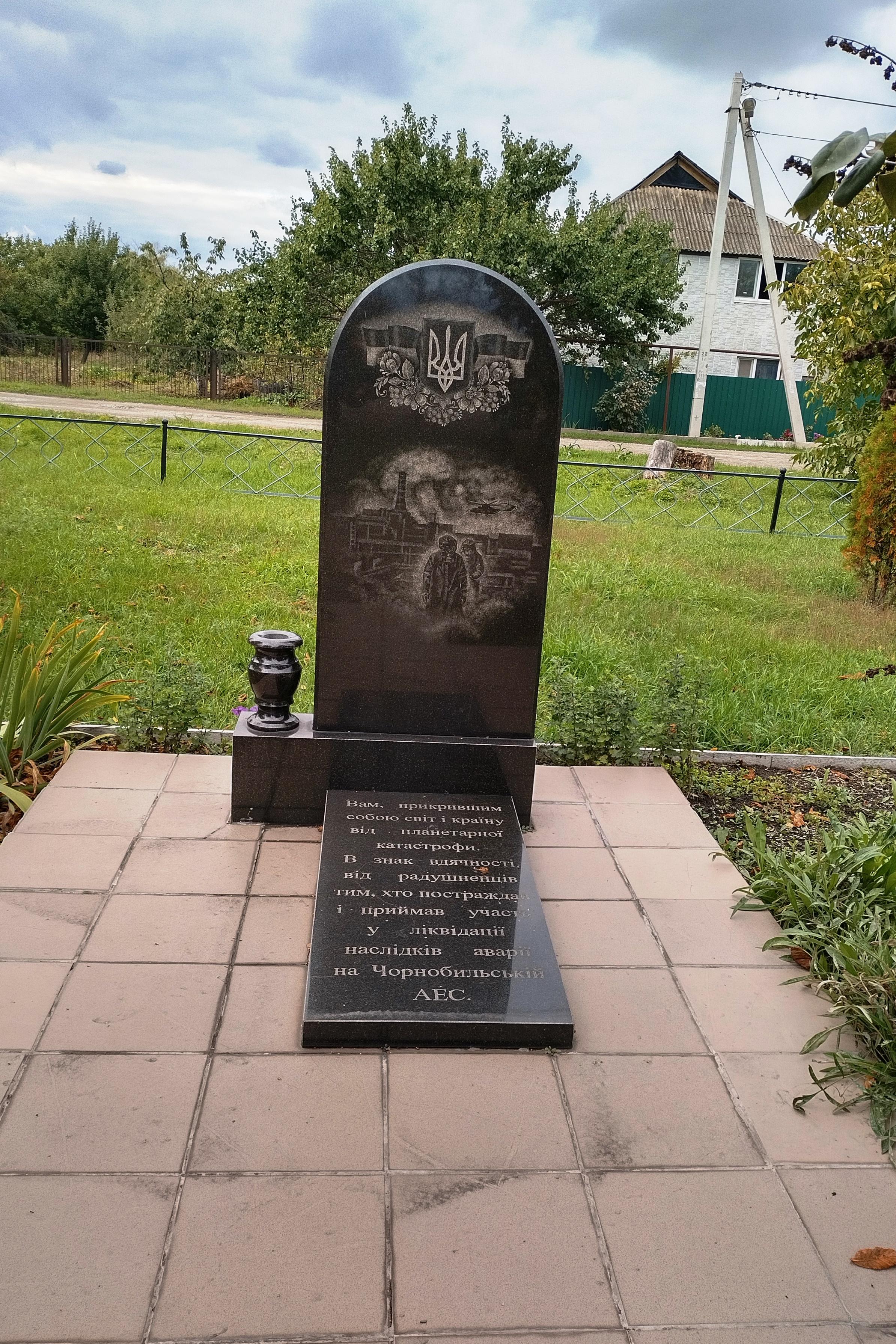
Пам'ятник ліквідаторам наслідків аварії на Чорнобильській АЕС
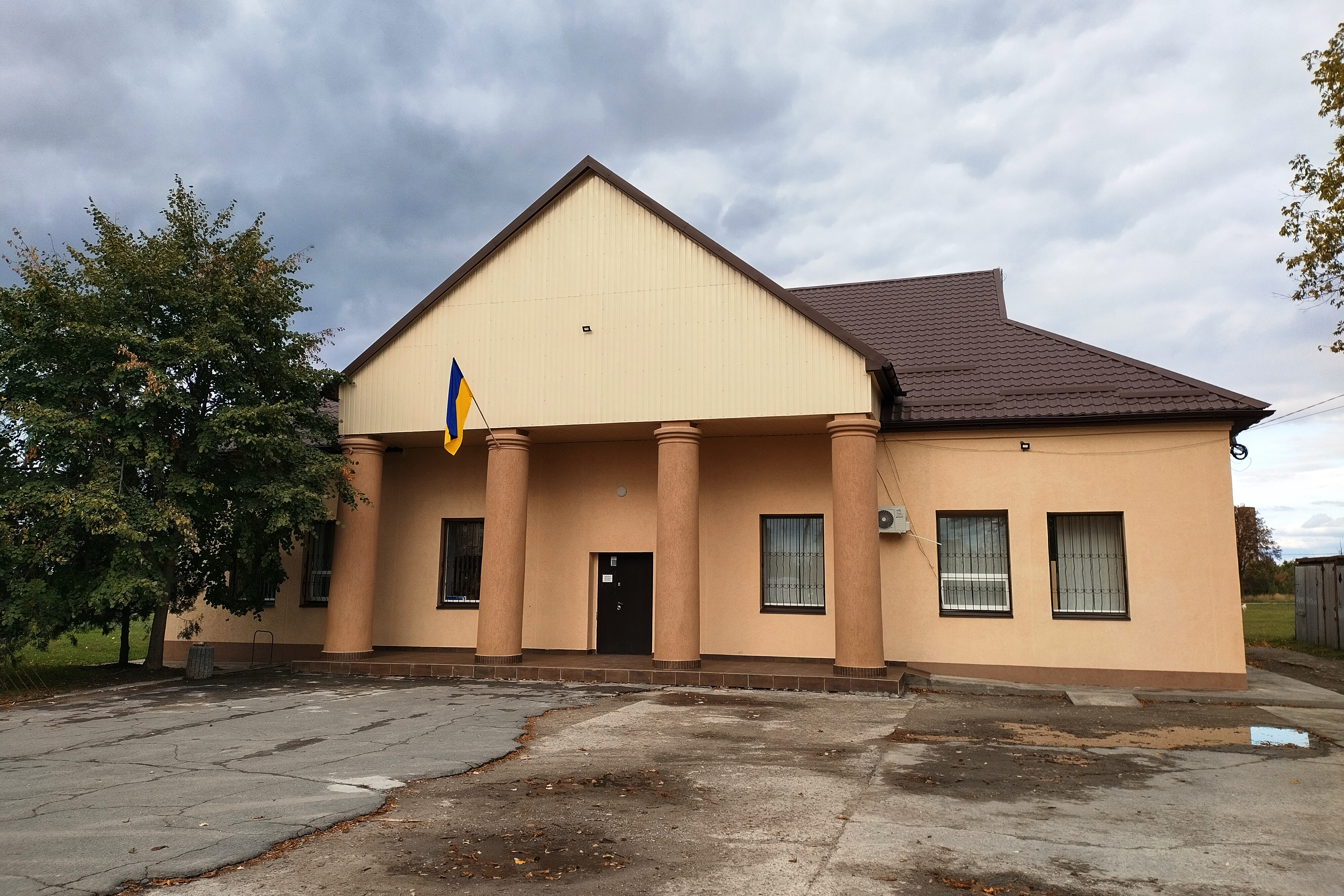
Селищний будинок культури
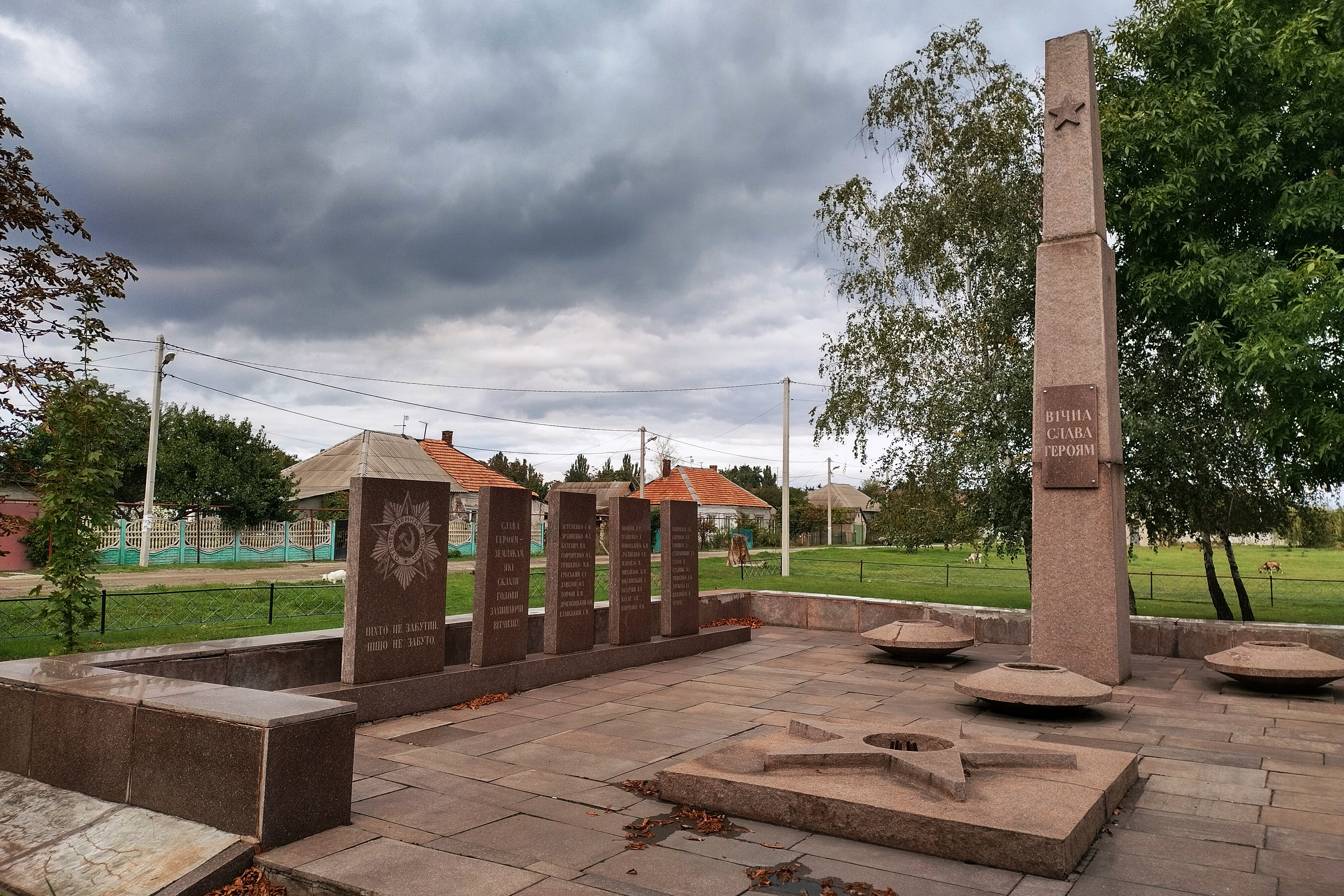
Братська могила радянських воїнів